# The Giddy Whirls of Centuries
The Giddy Whirls of Centuries (cytat wzięty z twórczości Camusa) to dwupłytowa kompilacja zespołu Sol Invictus, wydana w 2003 roku. Zawiera ona wybór utworów ze wszystkich dotychczasowych płyt zespołu, niektóre w nowych wersjach i wszystkie zremasterowane.

## Spis utworów
CD 1:
1. Angels Fall
2. Raven Chorus
3. Long Live Death
4. The Ruins
5. Black Easter
6. Fields
7. Abattoirs of Love
8. English Murder
9. Trees in Winter
10. Sawney Bean (Version)
11. The Killing Tide
12. Tears and Rain
13. King and Queen
14. The Death of the West
15. Sheath and Knife

CD 2:
1. Above Us the Sun
2. Believe Me
3. An English Garden
4. In Days to Come
5. The Blade
6. Laws and Crowns
7. The House Above the World
8. Against the Modern World (Version)
9. A Rose in Hell (Version)
10. Come the Morning
11. In a Garden Green
12. A German Requiem
13. The Hill of Crosses
14. In a Blink of a Star